# ПСВ Айндховен
ПСВ Айндховен, кратка форма ПСВ (на нидерландски: Philips Sport Vereniging, Филипс Спорт Веренигинг; на английски: Philips Sports Union, Филипс Спортс Юниън, правилен правопис по името на града ПСВ Ейндховен) е холандски спортен клуб от град Ейндховен. Известен е с професионалния си футболен отбор, който е дългогодишен член на холандската Ередивиси.
ПСВ е един от трите холандски отбора, печелили Шампионска лига. Клубът печели Купа на Европа, предшественика на Шампионска лига, през 1988 (срещу Бенфика) и Купа на УЕФА през 1978 (срещу СК Бастия). Често са наричани Boeren (на холандски означава „фермери“ или в този случай „селяни“) заради това, че са от провинциален град.

## История
Както и името му подсказва, започва съществуването си като спонсориран от компанията Филипс като спортен клуб за нейните служители. Основан е на 31 август 1913 г., в чест на стогодишнината от победа над французите в Наполеоновите войни.
ПСВ се развива като изцяло професионален футболен клуб. Домакинските мачове се играят на Филипс Стадион в Ейндховен с капацитет от 35 000 места, всичките седящи. Обмислят се планове за по – нататъшно разширяване на основата до 40 000 места. На този стадион са изиграни много мачове за европейската купа, през 2000 г. е един от стадионите на Евро 2000, проведено в Холандия и Белгия. Изграден е по същото време, когато е основан клубът, въпреки че неговият текущ капацитет е постигнат благодарение на предприетите модернизации през годините. Средното посещение за сезон 2006/07 е 33875 зрители.
ПСВ обира много отличия на футболната арена и е оценен като клуба, в който много добри футболисти като Рууд Гулит, Матея Кежман, Ромарио, Роналдо, Люк Нилис, Филип Кокьо, Парк Джи-Сунг, Яп Стам, Рууд ван Нистелрой, Лий Йонг-Пьо, Марк ван Бомел, Джеферсън Фарфан, Арен Робен, Алекс Родриго Диаш да Коща, Йохан Фогел и Роналд Ватерюс развиват таланта си. Клубният престиж е изграден от футболисти като Вили ван Кьолен, Ян ван Беверен, Ян Портвлейт, братята Ван де Керхоф, които също играят в холандския национален отбор, и Хюб Стевенс през '70-те, когато клубът печели Купа на УЕФА през 1978, побеждавайки СК Бастия с 3:0 на финала.
През 1988, отборът на ПСВ се подготвя под ръководството на Гюс Хидинк и с футболисти като Роналд Куман, Ерик Геретс, Сьорен Лербю и Вим Кифт печели европейската купа за първи и единствен път в история си, побеждавайки Бенфика с дузпи. Любопитно е, че ПСВ взима трофея, въпреки че не печели нито един от петте последни мача в състезанието: елиминират ФК Бордо и Реал Мадрид с гол на чужд терен, а другите четири мача завършват с равен резултат. След победата за Купата на Европа ПСВ играе с носителя на Копа Либертадорес Клуб Насионал де Футбол от Монтевидео. След равен резултат 2:2, Насионал побеждава ПСВ с дузпи и печели своята 3-та Световна клубна титла. Гюс Хидинк определя този мач като едно от най-тежките поражения в своята кариера.
Макар и клубът да умее да открива из Южна Америка и Европа млади таланти като споменатите по-горе, много от тях негласно използват ПСВ като трамплин за професионалното си развитие. Така постъпват Роналдо, който прекарва два сезона с клуба, както и Матея Кежман, Арен Робен и доскорошните Парк Джи-Сунг и Лий Йонг-Пьо. Независимо от заминаването на влиятелни играчи като Марк ван Бомел, Йохан Фогел, Парк Джи-Сунг, Лий Йонг-Пьо и Вилфред Баума след сезон 2004/2005 ПСВ се снабдява с играчи като Мика Вяюрюнен, Осмар Ферейра и белгийския полузащитник Тими Саймънс. Подсилени с футболисти като Исмаил Айзат и Ибрахим Афелай, ПСВ достига елиминационния кръг на Шампионска лига 2005/2006 за втори път, след като само един сезон преди това бива спрян на полуфиналите.
Отборът е ръководен от треньори като Гюс Хидинк (който между два договора с ПСВ довежда националните отбори на Холандия и Южна Корея до четвърти места на Световните първенства през 1998 и 2002). Привличането на Ерик Геретс като мениджър носи на клуба две титли в Ередивизи.
През сезон 2006/2007 ПСВ подписват договор с Роналд Куман, който наследява поста на Гюс Хидинк. Освен това привличат еквадорския играч Едисон Мендес и мексиканеца Карлос Салсидо след края на Световното през 2006. Като помощник-мениджъри са привлечени Ян Ваутерс и Тони Бройнс-Слот. През този сезон голмайстори са Джеферсон Фарфан и Аруна Коне. През сезон 2006 – 2007 ПСВ печели Ередивизи с резултат 5:1, с победа у дома над Витес. В предпоследния кръг ПСВ, Аякс и АЗ Алкмар са на равно с актив от 72 точки. Алкмар губи с 2:3 като гост на Екселсиор, докато Аякс и ПСВ бият. ПСВ взима титлата по голова разлика с един гол повече от Аякс.

## Срещи с български отбори
ПСВ се е срещал с български отбори в официални срещи.

### „Лудогорец“
С „Лудогорец“ се е срещал два пъти в официални срещи. Първият мач е от груповата фаза на Лига Европа и се състои на 19 септември 2013 г. в Ейндховен като срещата завършва 2 – 0 за „Лудогорец“. Вторият мач е от груповата фаза на Лига Европа и се състои на 28 ноември 2013 г. в София като срещата завършва 2 – 0 за „Лудогорец“.

## Успехи
Национални:
- Първи клас (до 1955) / Висша дивизия (след 1956)-Ередивиси:
  -  Шампион (26): 1928/29, 1935/36, 1950/51, 1962/63, 1974/75, 1975/76, 1977/78, 1985/86, 1986/87, 1987/88, 1988/89, 1990/91, 1991/92, 1996/97, 1999/00, 2000/01, 2002/03, 2004/05, 2005/06, 2006/07, 2007/08, 2014/15, 2015/16, 2017/18, 2023/24, 2024/25
- Купа на Нидерландия:
  -  Носител (10): 1949/50, 1973/74, 1975/76, 1987/88, 1988/89, 1989/90, 1995/96, 2004/05, 2011/12, 2022/23
- Суперкупа на Нидерландия:
  -  Носител (11): 1992, 1996, 1997, 1998, 2000, 2001, 2003, 2009, 2012, 2015, 2016
  -  Финалист (2): 2019, 2024

Регионални:
- Шампионат Филипс:
  -  Шампион (3): 1982, 1984, 1985

Международни:
- Шампионска лига (КЕШ):
  -  Носител (1): 1988.
- Купа на УЕФА/ Лига Европа:
  -  Носител (1): 1978.
- Купа на мира:
  -  Носител (1): 2003
- Купа на руските железници:
  -  Носител (1): 2007
- Президентската купа (Южна Корея):
  -  Носител (1): 1983

## Известни футболисти
Белгия
- Ерик Геретс (1985 – 1992)
- Люк Нилис (1994 – 2000)
- Жил Де Билде (1996 – 2000)

Бразилия
- Ромарио (1988 – 1993)
- Роналдо (1994 – 1996)
- Алекс Родриго Диаш да Коща (2004 – 2007)
- Аурелио да Силва Гомеш (2004 – 2008)

Гана
- Ний Ламптей (1993 – 1994)
- Ерик Адо (1999-)

Дания
- Франк Арнесен (1985 – 1988)
- Ян Хайнце (1982 – 1995), (1999 – 2003)
- Ян Мьолби (1982 – 1984)
- Сьорен Лербю (1987 – 1989)
- Иван Нейлсен (1986 – 1990)
- Денис Ромедал (1997 – 2004)

Замбия
- Калуша Бваля (1988 – 1994)

Исландия
- Ейдюр Гудьонсен (1994 – 1996)

Мексико
- Карлос Салсидо (2006-)

Нидерландия
- Коен Дилън (1955 – 1961)
- Вили ван дер Кьолен (1964 – 1982)
- Ян ван Беверен (1970 – 1980)
- Рене Ейкелкамп (1995 – 1997)
- Рене ван де Керкхоф (1973 – 1983)
- Вили ван де Керкхоф (1973 – 1988)
- Тон Локхоф (1982 – 1986)
- Ханс ван Брюкелен (1984 – 1994)
- Рууд Гулит (1985 – 1987)
- Гералд Ваненбург (1986 – 1993)
- Боудевейн Зенден (1993 – 1998)
- Яп Стам (1996 – 1998)
- Рууд ван Нистелрой (1998 – 2001)
- Арен Робен (2002 – 2004)
- Вилфред Баума (1994 – 1996), (1999 – 2005)
- Марк ван Бомел (1999 – 2005)
- Ян Венегоор оф Хеселинк (2001 – 2006)
- Андре Ойер (1998 – 2006), (2009-)
- Филип Кокьо (1995 – 1998), (2004 – 2007)
- Михаел Райзигер (2005 – 2007)
- Ибрахим Афелай (2003 – 2010)

Норвегия
- Халвар Торенсен (1977 – 1984)

Перу
- Джеферсон Фарфан (2004-)

Румъния
- Георге Попеску (1990 – 1994)
- Овидиу Щинга (1996 – 2001)

САЩ
- Маркъс Да Бийзли (2004 – 2006)

Сърбия
- Матея Кежман (2000 – 2004)
- Данко Лазович (2007-)

Уелс
- Тревър Форд (1954)

Швейцария
- Йохан Фогел (1999 – 2005)

Швеция
- Ралф Едстрьом (1973 – 1977)

Южна Корея
- Хю Юнг-Моо (1980 – 1983)
- Лий Йонг-Пьо (2003 – 2005)
- Парк Джи-Сунг (2003 – 2005)

България
- Станислав Манолев (2009 - 2014) - (95 мача - 4 гола)